# ヴェルヴェッティトライ
ヴェルヴェッティトライ（タミル語: வல்வெட்டித்துறை, シンハラ語: වල්වෙට්ටිතුරෙයි, 英語: Valvettithurai）別名ヴェリヴチットフライは、スリランカ北部州ジャフナ県の町。ジャフナ半島の北部海岸沿いに位置する。略してVVTやヴァルヴァイと呼ばれることもある。半都市自治体であるUrban Councilが設置されている。
また、反政府組織タミル・イーラム解放のトラの指導者ヴェルピライ・プラバカランの出身地としても知られている。

## 名前の由来
ヴェルヴェッティトライ（Valvettithurai）という名前はタミル語で「森林の広がりの先の港」または「ひらけた土地にある港」という意味である。細かくすると、「大きな森」または「小高く広い土地」という意味のヴァライ（Vallai）、「ひらけた土地」という意味のヴェディ（Vedi）、「港」という意味のトゥライ（Thurai）が合わさっている。

## 歴史
民間伝承によると、この町はジャフナ王国の国王から土地を与えられたマラヴァールの族長ヴァリアテヴァンによって作られたと言われている。その後この町の人々はタミル・ナードゥの人々と血縁関係を結び、軍事同盟を結んだ。両者は海上交易によって長期間に及ぶ関係を持ち、ヴェルヴェッティトライはジャフナ半島北部の主要な貿易港となった。
また、ヴェルヴェッティトライの沿岸部族は戦争にも参加した。彼らはミガプール・アラチッチの下でポルトガル占領下のジャフナ王国国王チャンキリ2世と戦った。
この町の人口の多くはヒンドゥー教シヴァ派を信仰しており、カダロディーカル（タミル語で船乗り）が主要な寺院を所有していた。彼らは地元の有力部族であり、ジャフナ地方とインドのコロマンデル海岸の海上交易に従事し、海岸沿いにミャンマーにも訪れた。日本占領時期のミャンマー（当時のビルマ）は、カダロディーカルの海上交易を妨害した。そしてスリランカの独立に伴って彼らの立場はさらに低下し、その後はインドとの間で密貿易を行った。また、この町では地元でアナポーラニ・アンマルと呼ばれる帆船（ブリガンティン）を造っていた。この船はジャフナとヨーロッパの伝統を混合した船であり、1937年にはアメリカ合衆国マサチューセッツ州グロスターまで航海した。この船は1930年に地元の造船技術によって、インドとのコメ貿易のための貨物船として造られ、ウィリアム・C・ロビンソンというアメリカ人に購入された。ロビンソンはこの船に妻の名前（フローレンス・C・ロビンソン）という名をつけ、タミル人船長らと共に米国へと向かった。
1958年のタミル人虐殺の際、ヴェルヴェッティトライの学生数名がタミル・イーラム解放組織（TELO）を創設した。そのうちの一人が後にタミル・イーラム解放のトラの創設者となるヴェルピライ・プラバカランであった。

## 地理
ヴェルヴェッティトライの北にはインド洋が広がっている。この地は北部州の一部であり、ポーク海峡の存在とインドのタミル・ナードゥ州との近接性により、戦略的に重要な場所である。2004年のスマトラ島沖地震による津波で北部海岸は甚大な被害を受け、数千人の犠牲者を出した。
トンダマンナール・ラグーンが、細く長い水路を通じて町の西側で海とつながっている。このラグーンの水は汽水であり、大規模な干潟、海藻群、マングローブを有する。また、フラミンゴやアヒル、カモメ、アジサシなどの海鳥も数多く生息する。
また、ハイウェイ上には海水の進入を防ぐための橋（トンダマンナール橋）が設置されている。町の西端に橋が設置されており、橋を渡った先にはカンカサントゥライなどがある。ただ、多くの土地はスリランカ軍の立入禁止区域となっている。また、町の東側には国内最北端の町ポイント・ペドロがある。

## 人口動態
人口の多くはスリランカ・タミルであり、ヒンドゥー教かキリスト教カトリックを信仰している。主な産業は農業、漁業と貿易である。トンダマンナール・ラグーンの入り口にはインドの軍神スカンダを祀った著名なヒンドゥー寺院がある。内戦中は甚大な被害を受け、スリランカ軍の攻撃の結果多くの民間人が行方不明となった。また、過去には2度に渡って地元住民が占領軍に虐殺される事件が発生している。1985年にはスリランカ軍が図書館に避難した地元住民を一斉検挙し、89年にはインド軍が人々を検挙した。
2007年時点での人口はおよそ18,000人で人口密度は3,711人/km²。

## 主な人物
- ヴェルピライ・プラバカラン - タミル・イーラム解放のトラの指導者